# 荒瀬ダム

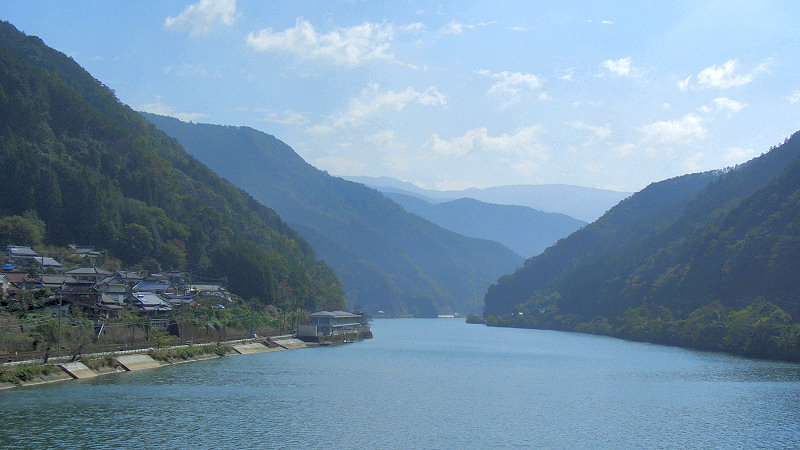
葉木橋から見たダム湖（上流方向）

荒瀬ダム（あらせダム）は、かつて熊本県八代市坂本町葉木荒瀬、一級河川・球磨川水系球磨川に存在したダムである。
老朽化や川の水質悪化などを理由に2012年に撤去が決定。2018年3月に撤去作業を完了したが、2019年の調査では撤去効果は薄くなっていたとされる。

## 概要
終戦後の電力供給不足の中、電力安定供給の観点から「球磨川総合開発計画」に基づき計画、建設された。1953年（昭和28年）着工、1955年（昭和30年）竣工。
堤高25mの重力式コンクリートダムで、水力発電を目的に建設された。発電目的としては県内で最も古いダムであった。下流約700mには熊本県営藤本発電所があり、発電量は年間約7,400万kW時で、1億円の収益を上げていた。
2010年からのダム本体撤去が決定しており、撤去に向けた工法、環境対策などの検討が「荒瀬ダム対策検討委員会」にて進められてきた。2008年6月、県知事から一転して存続の方針が打ち出されたが、2010年2月に再度撤去の方針が表明された。
地域興しの一環として漕艇場が整備され、日本ローイング協会公認コースとなった。国民体育大会の会場ともなった。また、1993年に、旧建設省が「魚が上りやすい川づくり推進モデル河川」として球磨川を指定したことにより、1999年に、観察室を併設する魚道が整備された。

## ダム撤去か存続か

### 撤去の方針決定
公共事業見直しの流れ、田中康夫元長野県知事の脱ダム宣言、また、球磨川水系川辺川に計画中の川辺川ダム建設問題の高まる中、2003年3月31日に水利権更新の時期を迎えた。
周辺住民は、以前から放水による振動被害やダムによって洪水被害が拡大したのではないかと不信感を抱いており、旧坂本村内では撤去への要望が高まっていた。2002年に、村議会はダム撤去を求める請願を熊本県に提出した。
これを受け熊本県では、九州電力との電力受給契約や発電施設の更新時期、また、費用負担等を考え7年間に限って水利権を更新し、2010年春から2015年春までの5年間で撤去することとした。総事業費は47億円の予定である。
撤去は、おおむね好意的に受け止められている一方で、下流域からは撤去の際の土砂の除去方法に対する不安や、渇水時に農業用水を供給した前例があることから、渇水時に対する不安の声も聞かれていた。
県は、河川環境に配慮した、ダム管理対策、環境対策及びダムの撤去工法等について検討を行うため、2003年6月、学識経験者（河川・土木・環境）、河川管理者、地元自治体、関係団体（漁業協同組合・土地改良区）、地元住民代表等で構成される「荒瀬ダム対策検討委員会」を設置。また、この委員会の中に、技術面を中心にダム撤去工法等について専門的に検討する「ダム撤去工法専門部会」を設け、2003年7月から2007年11月までの期間に計19回の会議を開催し、慎重な検討を続けてきた。
日本国内における初めての本格的なダム撤去事例となるため、撤去工法、環境対策など様々な面から注目されている。

### 撤去凍結後、撤去方針へ
ところが、2008年6月4日、潮谷義子前知事に代わって就任した蒲島郁夫知事は、一転してダム撤去を凍結する方針を明らかにした。ダムの撤去費用とそれに伴う周辺整備費用が、当初予想の60億円を超え100億円に達する可能性があることや、ダムを撤去しないならば、発電設備更新も含めて60億円程度で改修でき、発電で毎年1-1.5億円程度の純利益があることから、30億円を起債しても十分償却できることなどを理由としてあげている。これに対し、地元市民グループなどから強い反発の声が出された。2008年11月27日に、荒瀬ダム撤去方針撤回が正式に表明された｡
しかし2010年1月になり、3月末で失効する水利権の更新手続きが期限内に間に合わないことを国土交通省から指摘される。また、水利権の更新に必要な地元漁協など関係者の同意を得られる見込みがないことから、水利権の更新をすることは事実上不可能となった。このため、2010年2月3日、ダムを撤去する方針を再度表明し、2012年度から撤去を始めることが決まった。

### 発電停止と撤去工事開始による変化

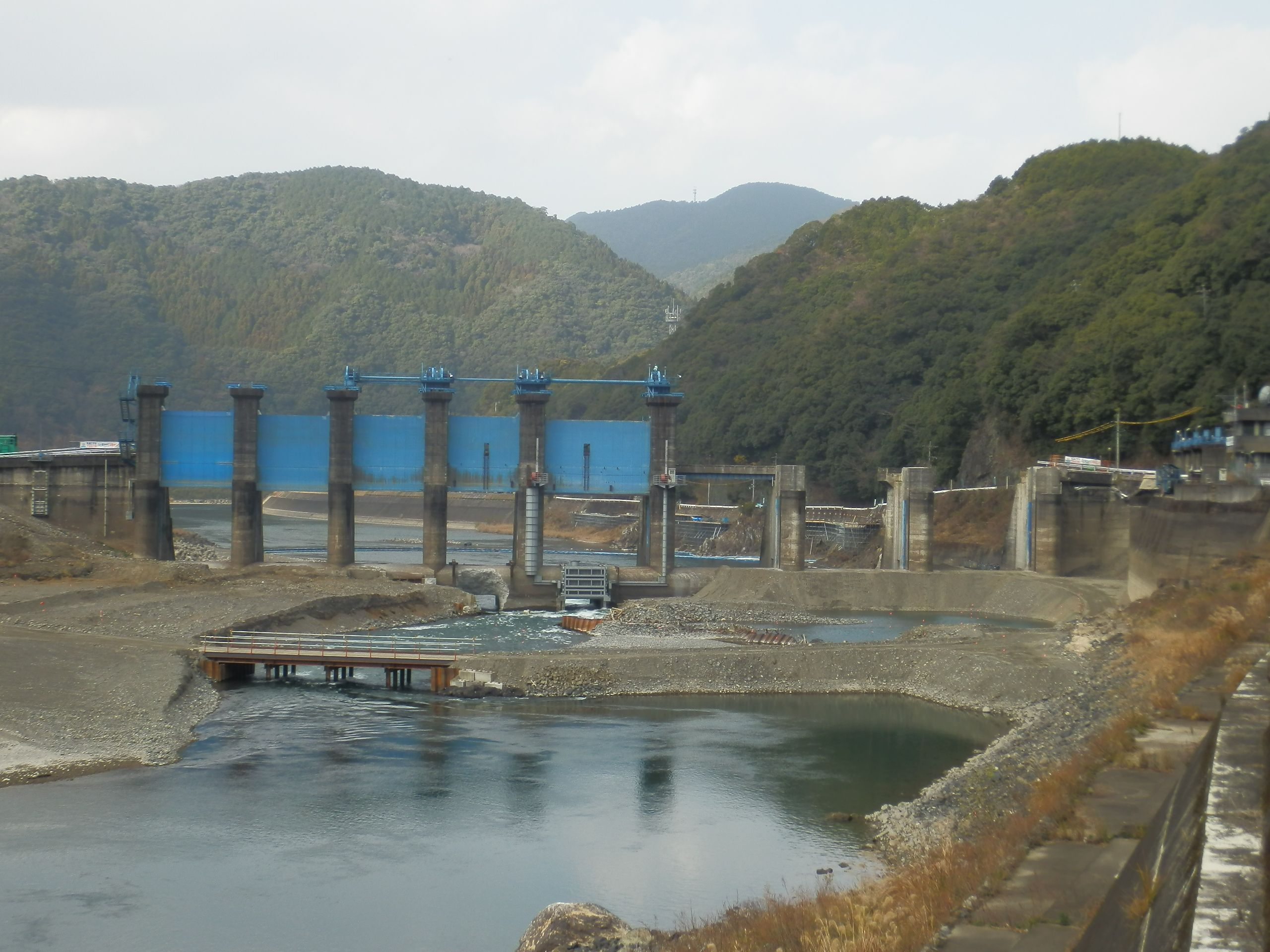
撤去工事（2014年）

2010年3月末で発電を停止し、水門を開放した。12月に、2012年度から6年かけて撤去する計画が策定された。
2012年9月1日、撤去工事が開始された。その後は川の水がきれいになりはじめ、長年ダムに溜まっていた土砂が海に流れたことで、干潟でも生態系の再生が始まった。貝類の漁獲量が上昇し、姿を消していたウナギも獲れるようになった。
水量の増加により、みお筋と呼ばれる水深が深い川の本流が約60年ぶりに復活したため、2016年夏には流域住民による灯籠流しが行われた。カゲロウ、カワゲラといった水生昆虫などの生息数も回復。ダムに近い支流との合流点で熊本県が川底の生物を調査したところ、2014年度は69種類と、ダムがあった10年前(2004年度)に比べほぼ7倍に増えた。
2018年3月20日、展望台の整備が終了し、ダム撤去工事が完了。同年3月27日、記念式典が執り行われた。
2019年8月、ダム撤去による河原の変化を体感する調査見学会が行われたが、ダムにより滞留していた小石の流出が底を突き、撤去の効果はピークを過ぎつつあると確認された。

## サカモト・ローイング・プロジェクト
旧坂本村では、1993年から1997年まで、「Doプロジェクト（坂本村若者定住促進等緊急プログラム）」を実施した。国の過疎地域活性化事業「緑のふるさと・ふれあいプロジェクト」の指定を受けたもので、坂本ローイングプロジェクトはその一環である。
1990年から、熊本大学教授や村の有識者などによる検討が行われて、漕艇場を核として荒瀬ダム周辺の整備を行った。
荒瀬ダムボートハウス（閉鎖）
かつてJR肥薩線葉木駅前に設けられていた施設。漕艇に必要な機能の他にトレーニングや宿泊機能も備えており、部活動の合宿に利用されていた。くまもとアートポリス第1回推進賞受賞施設である。2020年6月1日、さかもと かわの家として、道の駅坂本に機能を移転したが、周囲の関連施設全てを含めて令和2年7月豪雨で被災し、復旧の目途は立っていない。

さかもと温泉センター球麗温（くれおん）
球磨川に流れ込む百済木川（くだらぎがわ）近くにある温泉センターである。令和2年7月豪雨で被災したが、2020年9月1日に営業再開した。
広域交流センター「さかもと館」（閉鎖中）
ダムサイトから下流に約1Kmの場所にある物産館である。道の駅さかもとに隣接している。周囲の関連施設全てを含めて令和2年7月豪雨で被災し、復旧の目途は立っていない。